# Marquesat de la Sénia
El Marquesat de la Sénia és un títol nobiliari espanyol creat el 18 d'abril de 1871 pel rei Amadeu I a favor de Fernando Cotoner y Chacón Manrique de Lara y Despuig, tinent general, capità general de Puerto Rico, Ministre de la Guerra. A aquest títol el rei Alfons XII li va concedir la Grandesa d'Espanya el 15 d'agost de 1882, al mateix titular.
La seva denominació fa referència a la localitat de la Sénia, al Montsià.
|     | Marquès de la Sénia                                                                                                  | Període             |       | Parella                                                                                        |
| --- | --- | ------------------- | ----- | ---------------------------------------------------------------------------------------------- |
| I   | Fernando Cotoner y Chacón Manrique de Lara y Despuig                                                                 | 1871-1888           |       | Francisca Allendesalazar y Loyzaga, filla de Nicolás María Allendesalazar comte de Montefuerte |
| II  | Nicolás Cotoner i Allendesalazar, VI marquès d'Ariany                                                                | 1888-1897           | fill  | Bárbara de Veri y Fortuny                                                                      |
| III | Pedro Cotoner i de Veri, IX marquès d'Anglesola Gentilhome Gran d'Espanya amb exercici i servitud del Rei Alfons III | 1897-1935           | fill  | María de las Mercedes de las Casas y Ortiz de la Riva                                          |
| IV  | José Cotoner i de les Cases                                                                                          | 1935-1985           | fill  | Ana Gamundi                                                                                    |
| V   | Nicolás Cotoner i de les Cases, X marquès d'Anglesola                                                                | 1985-1991           | germà | Dolores Quirós y Alarcón                                                                       |
| VI  | María dels Dolores Cotoner i Quirós                                                                                  | 1991-actual titular | filla | Carlos de Sagarra Manglano                                                                     |

## Rèferencies
- Elenco de Grandezas y Títulos Nobiliarios Españoles. Instituto "Salazar y Castro", C.S.I.C.
- La Sénia Arxivat 2010-04-14 a Wayback Machine.